# フランツ・ヨセフ・ゴットリーブ
フランツ・ヨセフ・ゴットリーブ (Franz Josef Gottlieb,F・J・ゴッドリーブとも、1930年11月1日 –2006年7月23日)はオーストリアの映画監督・脚本家である。1959年から and 2005年までにかけて60本の映画で監督を務めてきた。また、1983年にはRavioli という子ども向け作品の監督も務めており、翌年の1984年にはZDFで放送された。
オーストリアのゼメリングにて生まれた。
2006年脳腫瘍のためドイツのフェルデンにて75歳で亡くなる

## 主なフィルモグラフィ
- en:Mikosch of the Secret Service ( フランツ・マリシュカとの共同監督 1959年)
- en:My Niece Doesn't Do That (1960年）
- Season in Salzburg (1961年）
- The Forester's Daughter (1962年）
- en:The Curse of the Yellow Snake (1963年）
- The Black Abbot (1963年）
- en:The Secret of the Black Widow (1963年）
- The Seventh Victim (1964年）
- en:The Curse of the Hidden Vault (1964年）
- en:The Phantom of Soho (1964年）
- Wild Kurdistan（ドイツ語版） (1965年）
- Kingdom of the Silver Lion（ドイツ語版） (1965年）
- en:A Holiday with Piroschka (1965年）
- 弾頭“危機一髪” de:Mister Dynamit – Morgen küßt Euch der Tod (英題： Spy Today (1967年）
- 性の驚異  de:Oswalt Kolle: Das Wunder der Liebe（1967年）
- 完全なる結婚 de:Van de Velde: Die vollkommene Ehe(1968年)　- 別題：ヴァン・デ・ヴェルデ博士　完全なる結婚
- 完全なる結婚・第二部  de:Van de Velde: Das Leben zu zweit – Die Sexualität in der Ehe(1969年)
- Klassenkeile（） (1969年）
- 交換  de:Ehepaar sucht gleichgesinntes (1969年)
- en:When You're With Me (1970年）
- en:When the Mad Aunts Arrive (1970年）
- en:Aunt Trude from Buxtehude (1971年)
- Wir hau'n den Hauswirt in die Pfanne（ドイツ語版） (1971年)
- Hilfe, die Verwandten kommen（） (1971年)
- en:The Mad Aunts Strike Out (1971年)
- en:Rudi, Behave! (1971年)
- アフター・スクール・ガール／課外レッスン de:Liebesspiele junger Mädchen (1972年)
- T:en:rouble with Trixie (1972年)
- en:Crazy - Completely Mad (1973年)
- 甘い休暇 HENSEL & GRETEL (1973年)
- ポルノ・テクニカ／処女性獣 de:Crazy – total verrückt(1973年)
- No Sin on the Alpine Pastures (1974年)
- en:The Secret Carrier (1975年)
- en:Lady Dracula (1977年)
- クライマックス・ドール／官能の戯れ de:Freude am Fliegen (1977年)
- en:Popcorn and Ice Cream (1978年)
- en:She's 19 and Ready (1979年)
- Mandara (1983年, ミニシリーズ)
- デス・ストーン  en:Death Stone (1987年)
- ベイビー・アカデミー Three Crazy Jerks（ドイツ語版） (1987)
- A Touch of Danger (film)（ドイツ語版） (1988, TV映画)
- Kartoffeln mit Stippe (1990年, TVミニシリーズ)
- Die Liebe eines Priesters (2005年, TV映画)